# Canizio di Aghaboe
San Canizio di Kilkenny, o di Aghaboe, detto anche Canicio, Canice, Kenneth, Kenny, Cainnech, Chainnigh (Derry, 515 o 516 – 600), è stato un abate irlandese.
Venerato come santo dalla Chiesa cattolica romana, evangelizzò le popolazioni scozzesi e irlandesi del suo tempo.

## Biografia
Il padre era un famoso bardo di Glengiven, la madre si chiamava Maul (a lei è dedicata la chiesa di Thomplamaul, nella contea di Kilkenny). Canizio trascorse i suoi primi anni facendo la guardia alle greggi del suo capovillaggio. Nel 543, seguendo la vocazione si recò alla scuola di san Finnian di Clonard, dove fu compagno di san Columba di Iona. Nel 544 lo troviamo discepolo di san Mobhi, a Glasnevin, compagno di studi di san Ciarán di Clonmacnoise e di san Comgall di Bangor. Fu ordinato sacerdote da san Cadoc, nel 545, nel monastero di Llancarfan, nel Glamorganshire, in Galles. Partì poi per Roma per guadagnare la benedizione del papa allora regnante.
Nel 550 tornò a Glengiven, dove convertì il suo fratellastro Geal-Breagach, che poi lo aiutò a fondare il monastero di Drumachose. Nel 565 si trasferì in Scozia, dove è più popolare come saint Kenneth, per aiutare san Columba di Iona nel diffondere il Vangelo: lo accompagnò in visita al re Brude dei Pitti.
San Canizio diede il suo nome a un'antica chiesa (in gaelico scozzese Kil-Chainnech) ora in rovina, sull'isola di Tiree, e a un cimitero a Iona; costruì celle monastiche sulle isole di Ibdon e di Eninis, un oratorio chiamato Lagan-Kenny, sulle rive del lago Lagan, e un monastero nel Fifeshire. 

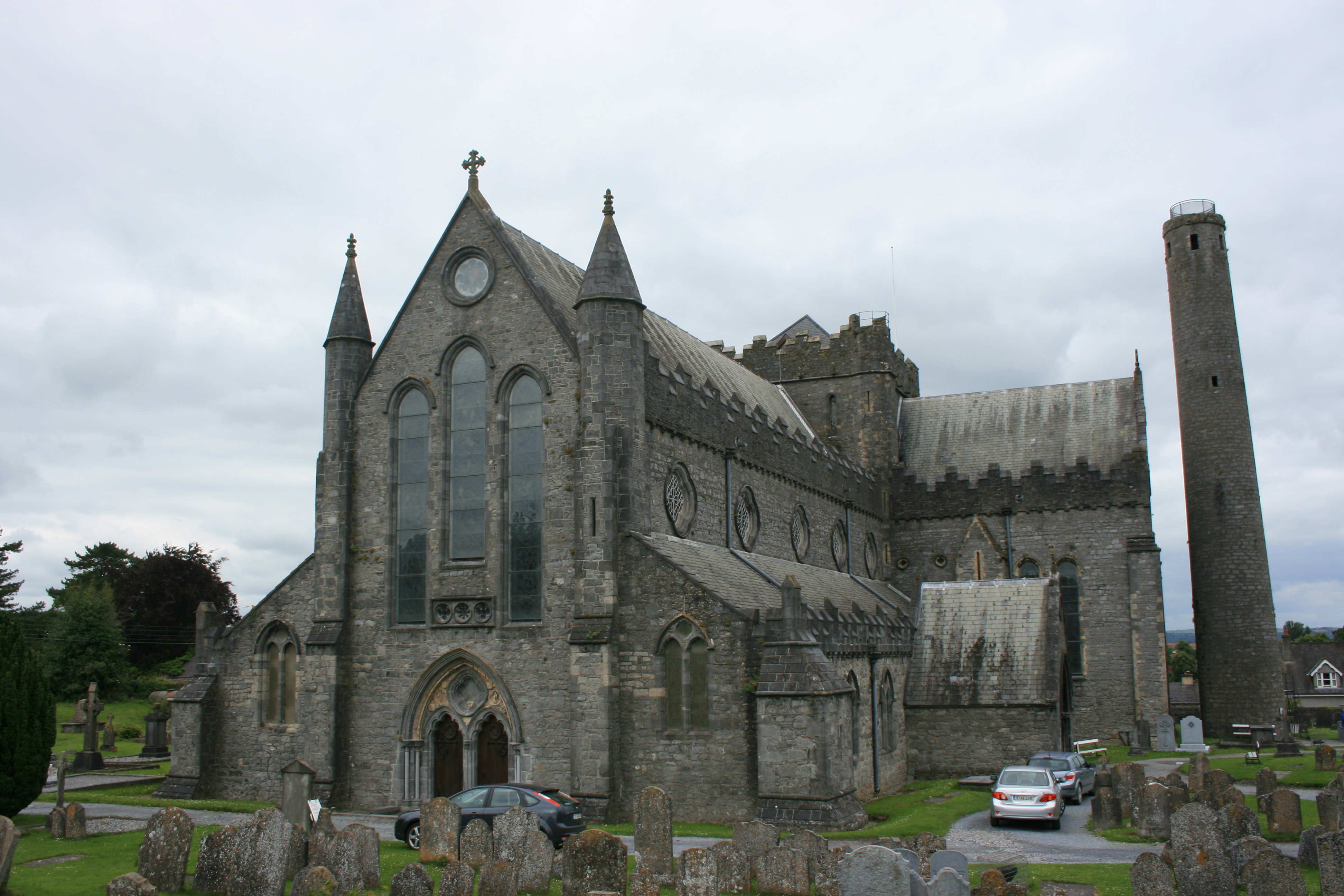
Cattedrale anglicana e torre rotonda di St. Canice a Kilkenny

Tornato in Irlanda, fondò il monastero di Drumachose, nella contea del Westmeath, e la grande abbazia di Aghaboe, nella contea di Laois, della quale fu abate. Uomo di grande eloquenza e intelligenza, scrisse un commento dei Vangeli, noto per secoli come il  Glas-Chainnigh. La contea di Kilkenny ai tempi era una delle ultime zone dell'Irlanda ad essere ancora pagane: nel 597 condusse una "crociata" per eliminare gli ultimi bastioni della religione druidica in Irlanda. L'ultimo "arcidruido" d'Irlanda si era messo in salvo con il suo consiglio di druidi su una collinetta, nei pressi dell'odierna città di Kilkenny (in gaelico irlandese  Cill Chainnigh , che significa "chiesa di Canizio"). Canizio comandò una spedizione armata che li annientò. Secondo la tradizione, in quel luogo san Canizio costruì un monastero, la torre rotonda e la cattedrale che ancora portano il suo nome. Canizio morì e fu sepolto ad Aghaboe nel 600.

## Culto
Nella chiesa cattolica san Canizio è venerato come patrono dei naufraghi e la sua memoria ricorre l'11 ottobre. 
(Martirologio Romano)
La chiesa ortodossa lo ricorda il 1º agosto o il 14 agosto.